# Berliner Sinfonie-Orchester (1922–1932)
Das Berliner Sinfonie-Orchester bestand von 1922 bis 1932. 1952 wurde der Name von einer neu gegründeten städtischen Einrichtung in Ost-Berlin übernommen, dem heutigen Konzerthausorchester Berlin. Ein organisatorischer Zusammenhang zwischen den beiden Einrichtungen besteht nicht.

## Geschichte
Das Berliner Sinfonie-Orchester nannte sich bis 1922 Blüthner-Orchester. Die Umbenennung erfolgte, um den Eindruck zu vermeiden, es handele sich um eine von der Julius Blüthner Pianofortefabrik gesponsorte Gruppierung. Es organisierte volkstümliche Konzertreihen und spielte bei städtischen und Schulveranstaltungen, brachte aber auch neue Werke zur Uraufführung. Die Leiter waren Oskar Fried (1925–26), Emil Bohnke (1926–28), Ernst Kunwald (1928–32) und Frieder Weissmann (1931–32). Als Solisten traten u. a. die bekannten Geiger Georg Kulenkampff, Alma Moodie und Joseph Szigeti auf; zu den auswärtigen Gastdirigenten gehörten Ernest Ansermet und Lazare Saminsky.
Anfang der 1930er Jahre geriet das Orchester – wie auch das Berliner Philharmonische Orchester – im Zuge der Weltwirtschaftskrise in finanzielle Schwierigkeiten. Die Stadt Berlin, die sich nicht mehr in der Lage sah, beide Orchester zu subventionieren, legte 1932 einen Plan zur Auflösung des Berliner Sinfonie-Orchesters vor. Demnach sollte ein Teil seiner Ensemblemitglieder vom Berliner Philharmonischen Orchester übernommen werden, das im Gegenzug verstärkt Volkskonzerte und Schulveranstaltungen geben sollte. Die übrigen Musiker wollte man auf die Orchester des Rundfunks und der Städtischen Oper verteilen, sofern sie nicht in Pension gingen.
Die Fusion der beiden Orchester wurde im Laufe des Jahres vollzogen, verlief aber nicht ohne Schwierigkeiten. Der Chefdirigent der Philharmoniker Wilhelm Furtwängler und sein Orchester empfanden die Übernahme fremder Musiker und die Verpflichtung zu Volks- und Schulkonzerten als Einschränkung ihrer bisherigen Selbstständigkeit; die Aufstockung des Ensembles verschärfte die finanziellen Probleme der Philharmoniker; und die Mitglieder des Berliner Sinfonie-Orchesters, die zur Auswahl zum Vorspielen geladen wurden, sahen darin eine entwürdigende Prozedur. Das Vorspielen am 7. September 1932 in der Philharmonie vor Furtwängler, Max von Schillings und dem Stadtsyndikus Friedrich C. A. Lange fand in „grauenhafte[r] Atmosphäre“ statt, so dass Schillings diese „Scharfrichtertätigkeit“ nicht mehr ausüben mochte und sich zurückzog. Die Philharmoniker übernahmen schließlich 23 Mitglieder des Berliner Sinfonie-Orchesters, das am 1. Oktober 1932 aufgelöst war.
Ein weiteres Problem ergab sich dadurch, dass unter den neu ins Philharmonische Orchester Aufgenommenen NSDAP-Mitglieder waren, die das Arbeitsklima durch politische und antisemitische Umtriebe störten. So wurden auf Betreiben Furtwänglers zum 1. November 1933 fünfzehn der ehemaligen Mitglieder des Berliner Sinfonie-Orchesters wieder entlassen.